# 拉通布
拉通布（法語：La Tombe，法語發音：[la tɔ̃b] ⓘ）是法国塞纳-马恩省的一个市镇，属于普罗万区。

## 地理
拉通布（48°23'18"N, 3°5'22"E）面积7.84 平方千米，位于法国法蘭西島大區塞纳-马恩省，该省份为法国北部内陆省份，北起瓦兹省，西接埃松省、马恩河谷省、塞纳-圣但尼省和瓦兹河谷省，南至卢瓦雷省，东南接约讷省，东临马恩省和奥布省，东北接埃纳省。
与拉通布接壤的市镇（或旧市镇、城区）包括：塞纳河畔沙特奈、格拉翁、塞纳河畔马罗勒、约讷河畔米西。

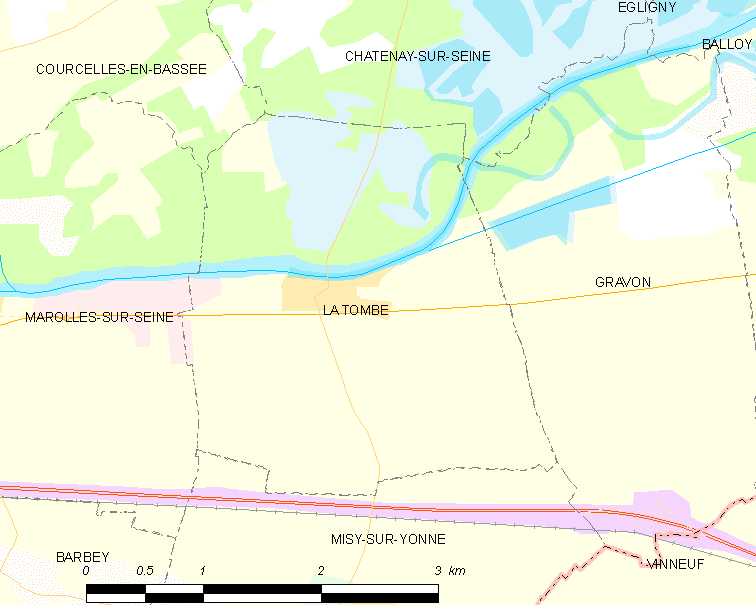
拉通布的OSM定位图

拉通布的时区为UTC+01:00、UTC+02:00（夏令时）。

## 行政
拉通布的邮政编码为77130，INSEE市镇编码为77467。

## 政治
拉通布所属的省级选区为普罗万县。

## 人口

1962-2008年间拉通布人口变化图示

拉通布于2022年1月1日时的人口数量为201人。